# Austroglanis gilli
Austroglanis gilli es una especie de pez de la familia Austroglanididae en el orden de los Siluriformes.

## Morfología
• Los machos pueden llegar alcanzar los 12,7 cm de longitud total.

## Alimentación
Come insectos y otros pequeños invertebrados.

## Hábitat
Es un pez de agua dulce y de clima tropical.

## Distribución geográfica
Se encuentran en Sudáfrica:  cuenca del río Clanwilliam Olifants.